# 承天省
承天省（越南语：／）是越南中北沿海地區的一個历史省份，主要位于承天顺化省，前身是阮朝京畿坐在的承天府，1976年与顺化市、广平省、广治省合并为平治天省。

## 建置沿革

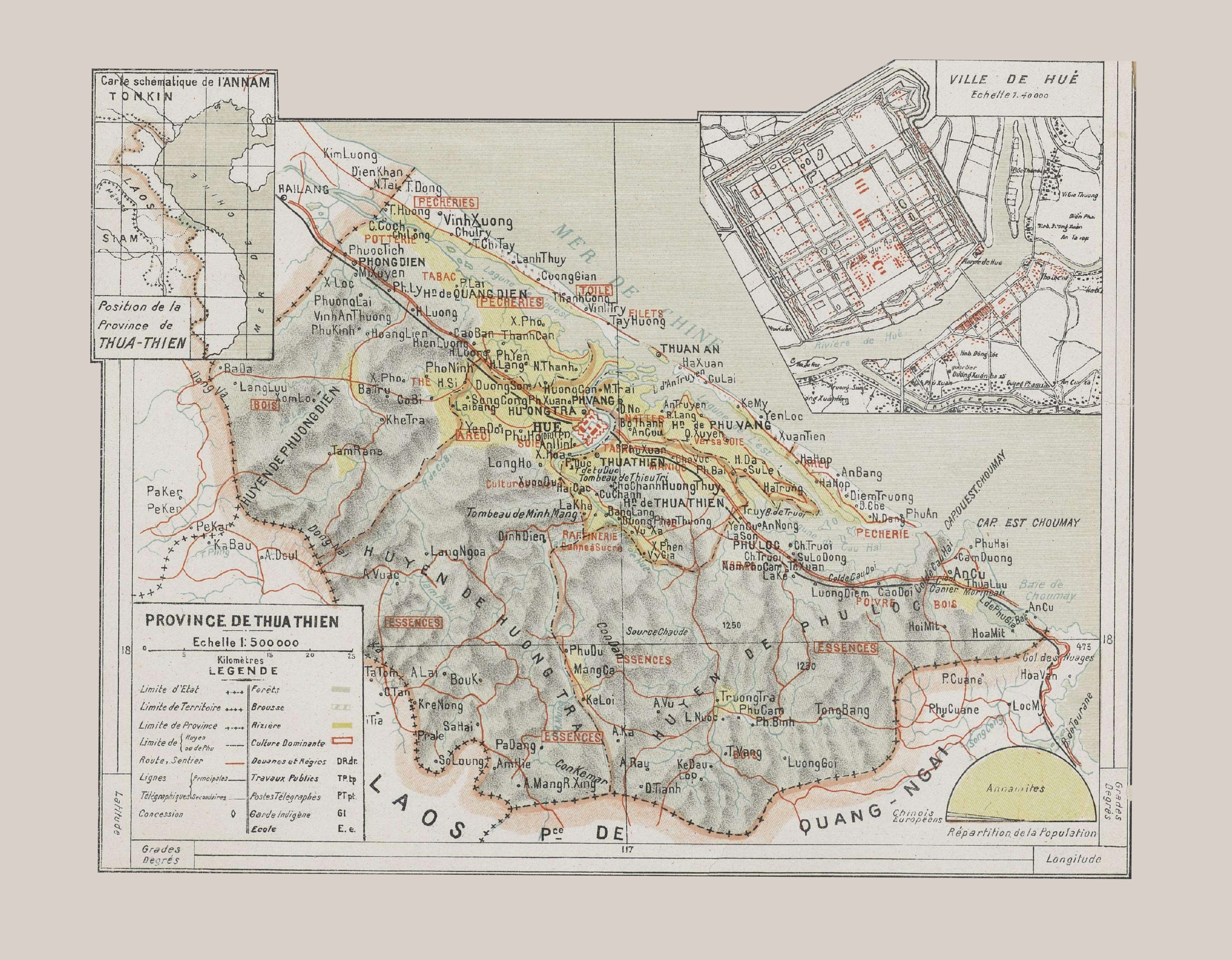
法属印度支那时期的承天省地图

阮朝明命三年（1822年），明命帝将京畿所在的广德营改为承天府，与其他省份有所区别。法屬時期，承天府的正式名称依然是“承天府”，但殖民政府则習慣將承天府稱為“承天省”。
二戰結束後，阮朝滅亡，承天府失去了首都地位。越南民主共和國接管承天府，正式改設為承天省。順化市則是獨立於承天省之外的圻轄市，與承天省同隸屬中部行政委員會管轄。承天省下轄香茶縣、香水縣、富榮縣、富祿縣、廣田縣和豐田縣6縣，省蒞寄治順化市。
1946年，第一次印度支那戰爭爆發，越南民主共和國撤離承天省，法國殖民政府重返承天，並默認為“承天省”。越南國时期，越南全國劃分為南越、中越、北越3個政區，承天省與順化市均隸屬中越政府管轄。同時，越南國改縣為郡，承天省下轄6郡。
越南共和國時期，承天省重劃為广田郡、富荣郡、香茶郡、香水郡、南和郡、富禄郡、丰田郡、香田郡、永禄郡9郡，省蒞依然寄治直轄市順化市社，並由承天省長兼任順化市長。
1965年，富榮郡以富湖社、富春社、富多社、富良社、永富社、永泰社、永河社7社析置富庶郡。
1976年，兩越正式統一後，越南政府将承天省與順化市、廣平省、廣治省合併為平治天省，省莅顺化市。

## 行政區劃
1970年，承天省下轄10郡。
- 香茶郡
- 香水郡
- 富榮郡
- 富祿郡
- 廣田郡
- 豐田郡
- 香田郡
- 永祿郡
- 富庶郡
- 南和郡